# Dysdera mauritanica aurantiaca
Dysdera mauritanica là một phân loài nhện trong họ Dysderidae.
Loài này thuộc chi Dysdera. Dysdera mauritanica aurantiaca được Eugène Simon miêu tả năm 1909.